# Tommy Nelson
Thomas Daniel „Tommy“ Nelson (* 7. Dezember 1997 in West Haven, Connecticut) ist ein US-amerikanischer Schauspieler.

## Karriere
Tommy Nelson übernahm seine erste Rolle vor der Kamera bereits im Alter von acht Jahren 2006 mit einer Gastrolle in der Serie Rescue Me. Anschließend spielte er im Thriller Der gute Hirte mit. 2007 trat er in der Filmkomödie Das 10 Gebote Movie in der Rolle des Noah Jennings auf und war anschließend als Jimmy Ray in der Tragikomödie Then She Found Me zu sehen.
2010 war Nelson als Jimmy White im Western Auf dem Weg nach Oregon zu sehen. Ein Jahr später trat er in einer kleinen Rolle im Horrorfilm The Woman auf. 2012 wirkte er als Nickleby in Wes Andersons Filmkomödie Moonrise Kingdom mit. 2016 trat er als Buzz im Drama Barry auf, das von den Studienjahren des späteren US-Präsidenten Barack Obama handelt. 2017 war Nelson als Neil im Filmdrama My Friend Dahmer zu sehen. 2019 trat er in Alex Wolffs Dramaverfilmung The Cat and the Moonals Russell auf.
Neben seiner Filmauftritte tritt Nelson auch regelmäßig in Gastrollen im Fernsehen auf, darunter Criminal Intent – Verbrechen im Visier, Mildred Pierce, Boardwalk Empire, Law & Order: Special Victims Unit, The Path, Gotham, Blindspot, Better Call Saul und FBI.

## Persönliches
Tommy Nelson stammt aus West Haven, wo er die West Haven High School besuchte. Früher spielte er Gitarre und trat seit Jugendzeiten im Theater auf. Er ist bekennender Fan der Philadelphia Eagles und spielte während der Schulzeit selbst Football. Nach dem Abschluss besuchte er von 2015 bis 2017 die Hochschule der Darstellenden Künste der Pace University in New York City. Das Studium brach er 2018 ab, um sich ganz auf die Schauspielerei zu fokussieren.

## Filmografie (Auswahl)
- 2006: Rescue Me (Fernsehserie, Episode 3x04)
- 2006: Der gute Hirte (The Good Shepherd)
- 2007: Das 10 Gebote Movie (The Tne)
- 2007: And Then Came Love
- 2007: Then She Found Me
- 2007: Dirty Sexy Money (Fernsehserie, Episode 1x01)
- 2007: Criminal Intent – Verbrechen im Visier (Criminal Intent, Fernsehserie, Episode 7x06)
- 2008: Quid Pro Quo
- 2009: Jack Ketchums Beutegier (Offspring)
- 2010: Auf dem Weg nach Oregon (Meek's Cutoff)
- 2011: The Woman
- 2011: Mildred Pierce (Miniserie, 2 Episoden)
- 2012: Moonrise Kingdom
- 2013: Night Has Settled
- 2014: Boardwalk Empire (Fernsehserie, Episode 5x04)
- 2014: Law & Order: Special Victims Unit (Fernsehserie, Episode 16x03)
- 2016: Barry
- 2017: The Path (Fernsehserie, Episode 2x05)
- 2017: My Friend Dahmer
- 2017: Gotham (Fernsehserie, Episode 4x07)
- 2018: Blindspot (Fernsehserie, Episode 3x13)
- 2018: Better Call Saul (Fernsehserie, 2 Episoden)
- 2019: The Cat and the Moon
- 2019: FBI (Fernsehserie, Episode 2x04)
- 2021: Sour Honey
- 2022: The Righteous Gemstones (Fernsehserie, Episode 2x01)